# Matamoras (Pennsylvania)
Matamoras è un comune (borough) degli Stati Uniti d'America, situato nello stato della Pennsylvania, nella contea di Pike.